# نعيم بن الهيصم
الإمام أبو محمد نعيم بن الهيصم الهروي، البغدادي، الهروي، البوشنجي، من رواة الحديث الثقات. توفي ببغداد في شوال سنة ثمان وعشرين ومائتين.

## روايته للحديث النبوي
- روى عن:عبيد الله بن عَمْرو، وفرج بن فضالة، وأبي عوانة، وَأهل الْعرَاق.
- روى عنه: حاتم بن الليث، وموسى بن هارون، وأحمد بن الحسن الصوفي، وأبو القاسم البغوي، وَغيرهم.
- الجرح والتعديل: قال أبو الفرج ابن الجوزي: ثقة. وقال أبو حاتم بن حبان البستي: مستقيم الحديث. وقال أحمد بن محمد الماليني: ثقة. وقال الخطيب البغدادي: ثقة. وقال الدراقطني: ثقة. وقال يحيى بن معين: صدوق، وفي رواية ابن محرز: ليس به بأس.[4]